# 吉田皓一
吉田 皓一（よしだ こういち、1982年8月26日 - ）は日本の実業家。
繁体字訪日観光情報サイト「樂吃購（ラーチーゴー）！日本」の運営を中心に訪日台湾・香港に向けた総合メディア事業を行う株式会社ジーリーメディアグループの創業者であり、代表取締役社長である。

## 経歴
奈良県葛城市生まれ。大阪府桃山学院高等学校卒業後、防衛大学校人文科学学部入校。１学年の秋に中退したのち、翌年慶應義塾大学経済学部に再入学。
卒業後、朝日放送に入社。総合ビジネス局にてテレビCM の企画・セールスを担当したのち退職。2012年5月、訪日メディア「樂吃購（ラーチーゴー）！日本」（ジーリーメディアグループが運営する繁体字訪日観光情報サイト）設立。
2013年11月、株式会社ジーリーメディアグループを創業。2016年1月、「樂吃購！日本」が、「日経優秀製品サービス賞 日経電子版賞最優秀賞受賞」を受賞。
2021年1月、台湾政府が促進する台湾版MaaSであるTaiwanPass（デジタル観光サービス統合プラットフォーム）のプロジェクト顧問に日本人として唯一就任。
2024年9月、吉田社長 Japan TVにて歌手デビュー。1stシングル「SUSHI PARTY」を皮切りに、日本各地の観光地の魅力を中国語の楽曲で発信。
2024年11月、株式会社ジーリーメディアグループにて飲食事業に参画。情報発信カフェ「Stand YOYOYO :)」及び「小料理よし田」を東京・代々木にオープン。

## 人物
中国語が堪能であり、漢語水平考試（HSK）６級(最高級)を所持。また2023年1月には日本中国語検定準一級の合格を公表している。
大の日本酒好きであり、台湾向け日本酒「これあらた」を開発。外国語で日本酒の提供・販売を行うプロフェッショナル資格「国際唎酒師」を中国語で取得している。
Facebookのフォロワー数が90万人を超え（2024年9月18日現在）、台湾にてテレビ番組やCM出演、雑誌コラムの執筆なども行う。台湾で「樂吃購（ラーチーゴー）！日本」ユーザーと交流するイベントを定期的に開催している。現在はYouTuberとしても活躍。

## 現在の出演

### ラジオ番組
- 美麗(メイリー)！台湾　FM northwave 毎週日曜日11:30〜(2019年1月〜)[14]

## 過去の出演

### テレビ番組
- 熱烈!ホットサンド!（2015年5月6日、札幌テレビ放送）
- 世界の村のどエライさん（2018年9月10日、関西テレビ / フジテレビ系列）- 番組内「世界の街角でききこみ！今この日本人がスゴイ！」の台北編にて吉田が紹介された[15]
- 関西財界フォーラム2019 〜祝！万博 輝く未来へ！？〜（2019年1月4日、朝日放送）[16]
- 日テレNEWS24（2020年2月6日、2月10日、日本テレビ）

### ラジオ番組
- ゆうちょ presents 田村淳のFLY HIGH!〜挑戦が未来を熱くする〜（2018年1月21日、TOKYO FM）[17]
- 高橋みなみのこれから何する?（2018年2月20日、TOKYO FM）ラジオ番組[18]

### その他
- 陽岱鋼×吉田皓一 日台友好特別対談（2013年12月24日・2014年7月18日、北海道Likers / 北海道日本ハムファイターズ / サッポロビール）[19]

## 著書
- 吉田社長的台日經營學（2023年3月、大塊文化、ISBN：9786267206881)